# Тібор Пежа
Тібор Пежа (угор. Pézsa Tibor, нар. 15 листопада 1935, Естергом, Угорщина) — угорський фехтувальник на шаблях, олімпійський чемпіон (1964 рік), триразовий  бронзовий (двічі 1968 та 1972 роки) призер Олімпійських ігор, дворазовий чемпіон світу.

## Виступи на Олімпіадах
| Олімпіада   | Дисципліна          | Місце     |
| ----------- | ------------------- | --------- |
| Токіо 1964  | індивідуальна шабля | 1         |
| Токіо 1964  | командна шабля      | 5         |
| Мехіко 1968 | індивідуальна шабля | 3         |
| Мехіко 1968 | командна шабля      | 3         |
| Мюнхен 1972 | індивідуальна шабля | 5 p4 r3/5 |
| Мюнхен 1972 | командна шабля      | 3         |